# Tragocephalini

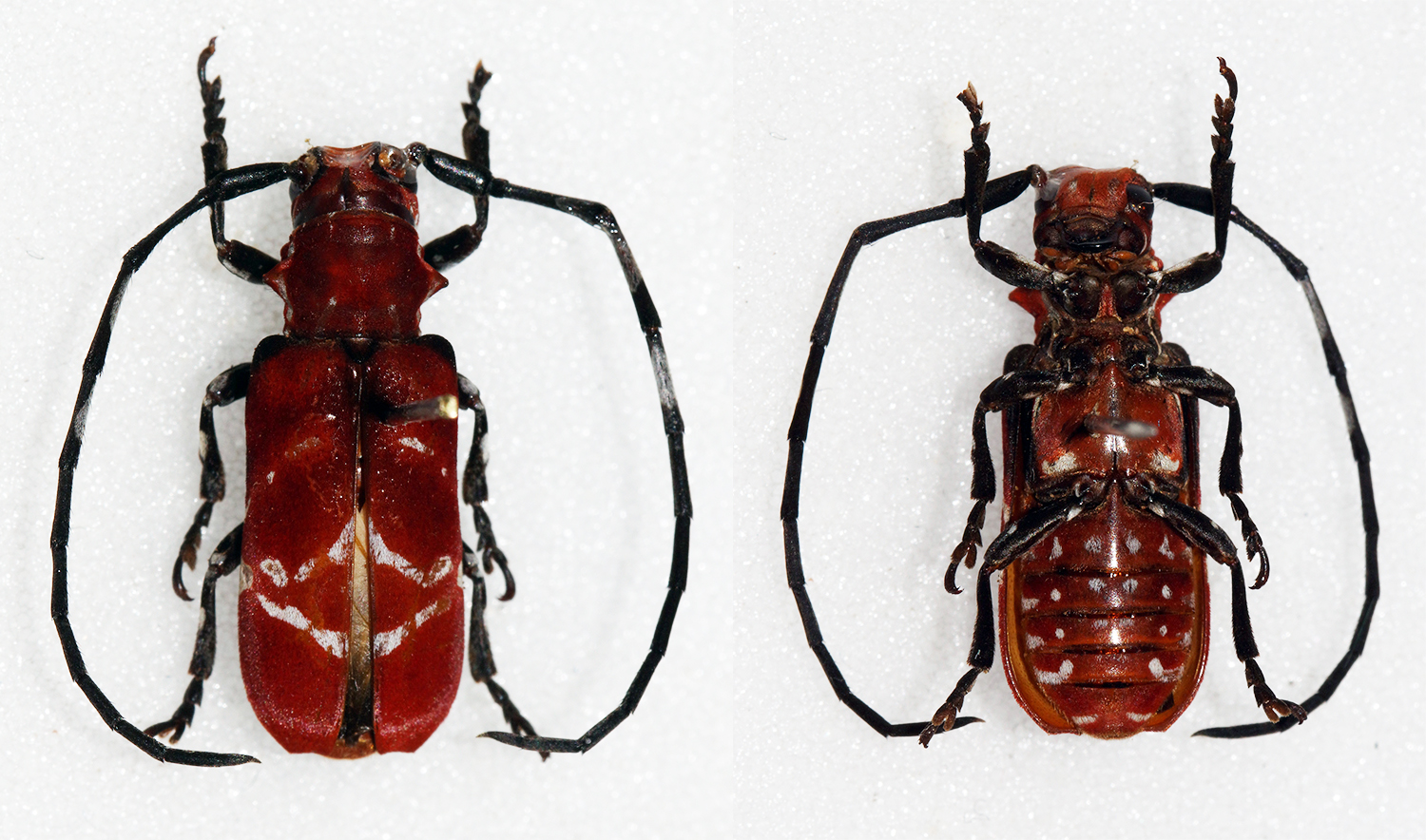
Callimation venustum

Tragocephalini – plemię chrząszczy z rodziny kózkowatych i z podrodziny zgrzypikowych. 

## Zasięg występowania
Przedstawiciele tego plemienia występują w Afryce Subsaharyjskiej i płd. części Półwyspu Arabskiego oraz na Sokotrze, Madagaskarze, Komorach, Maskarenach i Seszelach.

## Systematyka
Do Tragocephalini należy 250 gatunków i 57 rodzaów:

- Anachariesthes
- Anaplagiomus
- Aparescus
- Arianida
- Armatosterna
- Baliesthes
- Baliesthoides
- Breuningiana
- Callimation
- Chariesthes
- Chariesthoides
- Chemsakiellus
- Cornuchariesthes
- Crucitragus
- Dinocephaloides
- Dinocephalopsis
- Dinocephalus
- Dodechariesthes
- Falsonyctopais
- Falsotragiscus
- Graciella
- Isochariesthes
- Kerochariesthes
- Melanopais
- Mimochariesthes
- Murosternum
- Neochariesthes
- Nyctopais
- Ontochariesthes
- Parachariesthes
- Paradinocephalus
- Paragraciella
- Parahyagnis
- Paramurosternum
- Paraphosphorus
- Paraplagiomus
- Parasolymus
- Paraspilotragus
- Peritragus
- Phosphorus
- Plagiomus
- Poemenesperus
- Pseudochariesthes
- Pseudophosphorus
- Pseudotragiscus
- Pseudotragocephala
- Rhaphidopsis
- Scapochariesthes
- Solymus
- Spilotragoides
- Spilotragus
- Spinochariesthes
- Tragiscomoides
- Tragiscoschema
- Tragocephala
- Tragostoma
- Tragostomoides